# Liste der Bodendenkmale in Tülau
In der Liste der Bodendenkmale in Tülau sind alle Bodendenkmale der niedersächsischen Gemeinde Tülau aufgelistet. Die Quelle ist der Denkmalatlas Niedersachsen. Der Stand der Liste ist der 15. August 2024.

## Allgemein
In den Spalten finden sich folgende Informationen des Bodendenkmales :
- Lage        : geographische Koordinaten
- Bezeichnung : Bezeichnung lt. Denkmalatlas
- Beschreibung: Beschreibung lt. Denkmalatlas
- ID          : Objekt-ID
- Bild        : Bild, ggf. zusätzlich mit Link zu weiteren Fotos im Medienarchiv Wikimedia Commons.

## Voitze
| Lage                        | Bezeichnung         | Beschreibung                                           | ID       | Bild |
| --------------------------- | ------------------- | ------------------------------------------------------ | -------- | ---- |
| 52° 35′ 21″ N, 10° 52′ 4″ O | Voitze 1, Grabhügel | Oval, ca. O-W-orientiert. Dm. 18 × 12 m; H. bis 0,5 m. | 28941841 | BW   |